# Lucas Pérez
Lucas Pérez Martinéz (* 10. října 1988 A Coruña) je španělský fotbalový útočník, který je aktuálně bez angažmá.

## Kariéra

### Atletiko Madrid/Rayo
V mládežnickém věku prošel 3 kluby, poté se přestěhoval do Madridu, kde nastupoval za C tým Atletika Madrid. V létě roku 2009 přestoupil do Raya Vallecana.

### Karpaty Lvov/Dynamo Kiev
17. ledna 2011 přestoupil do Karpaty Lvov jako volný hráč. První gól v dresu Lvovu dal v ukrajinské Premier league 17. července proti FC Chornomorets Odesa a pomohl tak ke konečné remíze 1-1. Svůj První hattrick za Lvov dal 4. listopadu 2012 proti FC Kryvbas Kryvyi Rih. V roce 2013 odešel na půlroční hostování do Dynama Kiev. Vůbec se mu nevydařilo, a tak on sám ho označil za noční můru.

### PAOK FC/Deportivo
5. července 2013 přestoupil za 700 000€ do týmu řecké Superligy PAOK FC, podepsal smlouvu na 3 roky. První soutěžní gól dal proti Skoda Xanthi FC a přispěl tak k domácí výhře 3-0. Další gól přidal 24. listopadu v derby severního Řecka proti Aris Thessaloniki FC, když vyhráli 3-1.
18. července 2014 se vrátil do Španělska odešel na roční hostování s výkupní klauzulí do svého rodného města, do týmu Deportivo de La Coruña. První gól dal 19. října 2014 ve svém debutu v La Lize proti Valencii CF. V následujícím zápase střídal už v 15. minutě díky zranění kolena. Na trávníky se vrátil v lednu 2015, když odehrál 12 minut proti Barceloně. 23. května proti stejnému soupeři na Camp Nou zachránil Deportivo vyrovnávajícím gólem na 2-2 od možného sestupu do druhé nejvyšší španělské ligy.
23. července 2015 ve svém prvním soutěžním zápase po návratu do POAKu vstřelil první gól druhého předkola Ligy Mistrů UEFA proti NK Lokomotiva Záhřeb.
12. srpna 2015 podepsal smlouvu na čtyři roky s Deportivem. 12. prosince vstřelil 11. gó z 15 zápasů a pomohl k remíze proti Barceloně. Lucas Perez zatím jeho nejúspěšnější sezónu zakončil s 17 góly a znovu pomohl Deportivu k záchraně v La Lize.

### Arsenal FC
30. srpna byl potvrzen jeho přestup do londýnského Arsenalu za 17.1 milionu liber. Debut v Premier League si odbyl 10. září proti Southamptonu. O deset dní později vstřelil svůj první gól v EFL cupu proti Nottinghamu Forrest. První hattrick v dresu Arsenalu vstřelil za 39 minut proti Basileji v Lize Mistrů UEFA, přispěl k výhře 4-1. 3. ledna 2017 vstřelil svůj premiérový gól v Premier League proti Bournemouthu a pomohl tak k remíze 3-3.

### West Ham United
Dne 9. srpna 2018 podepsal Pérez tříletý kontrakt s West Ham United za reportovanou částku 4 miliony £.